# Catesbaea ekmaniana
Catesbaea ekmaniana är en måreväxtart som beskrevs av Ignatz Urban. Catesbaea ekmaniana ingår i släktet Catesbaea och familjen måreväxter.
Artens utbredningsområde är Haiti. Inga underarter finns listade i Catalogue of Life.